# Ласло Форо
Ласло Форо (Бачко Петрово Село, 1955) српски је физичар и академик, инострани члан састава Српске академије науке и уметности од 1. новембра 2012.

## Биографија
Завршио је основне студије на Универзитету „Етвош Лоранд” у Будимпешти 1979. године и докторат на Институту за физику Свеучилишта у Загребу. Радио је као редовни професор на Федералном политехничком факултету у Лозани, као гостујући истраживач у Фонтене о Розу 1980—1982, као истраживач приправник на Институту за физику Свеучилишта у Загребу 1982—1985. и као научни сарадник 1985—1989, као гостујући професор на Државном универзитету Њујорка у Стони Бруку и као директор Института за физику комплексне материје 2003—2009.